# (9668) Tianyahaijiao
(9668) Tianyahaijiao – planetoida z pasa głównego asteroid okrążająca Słońce w ciągu 4 lat i 245 dni w średniej odległości 2,79 j.a. Została odkryta 29 kwietnia 1997 roku w programie BSCAP. Nazwa planetoidy pochodzi od zwrotu Tianya Haijiao oznaczającego dosłownie "ostrze z nieba otaczające morze" a będącego nazwą słynnej skały o historycznym znaczeniu na południowym wybrzeżu wyspy Hajnan. Przed nadaniem nazwy planetoida nosiła oznaczenie tymczasowe (9668) 1997 LN.